# ألنتيجو

ألنتيجو في شهر سبتمبر/أيلول 2013.

ألنتيجو (بالبرتغالية: Alentejo‏) هي منطقة ثقافية تاريخية وجغرافية تقع وسط جنوب البرتغال. بالقرب من نهر تاجة. وهو تعني حرفياً «ما بعد تاجة».
تضم ألينتيجو منطقتي ألتو ألينتيجو وبايكسو ألينتيجو. وهي تشمل مقاطعات باجة ويابرة وبورتاليغري والينتيالو. المدن الرئيسية هي: يابرة، باجة، سربا، إستريموز، الواس و بورتاليغري.

منظر لجزء من المنطقة.